# Região hidrográfica do Paraguai

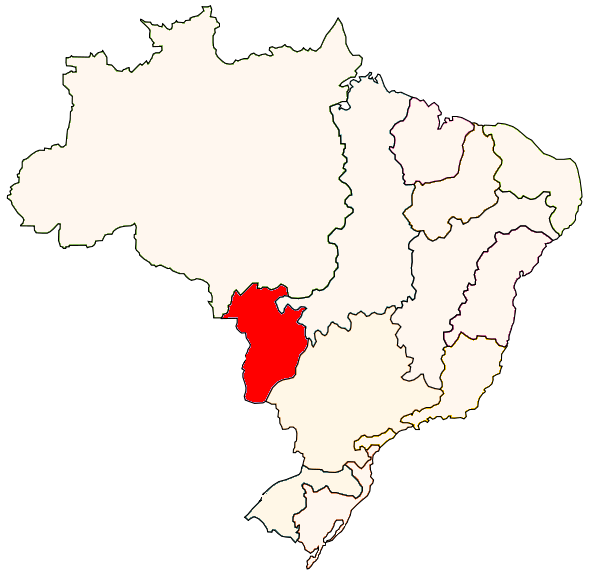
Mapa com a localização da Região hidrográfica do Paraguai.

A bacia hidrográfica do Paraguai é uma das doze regiões hidrográficas do território brasileiro. Possui uma área de 1.100.000 km² (12.92% de todo território nacional) e abrange 2 estados brasileiros..